# Vodní pólo na mistrovství Evropy v plaveckých sportech 1934
Zápasy ve vodním pólu na mistrovství Evropy v plaveckých sportech za rok 1934 proběhly v Magdeburgu, Německo ve dnech 12. až 19. srpna 1934.

## Československá stopa
V nominaci bylo 11 hráčů: Josef Bušek (*1901) z ČPK Praha, Vintíř Rossmeisl (*1914) z AC Sparta Praha, Karol Schmuck I. (*1913) z PTE Bratislava, Konstantin Koutek (*1909) z APK Praha, Michal Schmuck st. (*1909) z AC Sparta Praha, Hugo Vondřejc (*1910) z AC Sparta Praha, Július Klobucký (*1913) z PTE Bratislava, Antonín Novotný (*1900) z AC Sparta Praha, Karel Lange (*???) z ČPK Brno, Červenka (*???) z ČPK Praha, Jozef Mikšovský (*1913) z ČPK Brno.
Československá reprezentace byla oslabena o neúčast židovských hráčů – Pavol Steiner, František Getreuer a další, kteří odmítli na mistrovství Evropy ojdet kvůli sílícímu antisemitismu v nacistickém Německu.
základní skupina
- TCH – ESP 0:1 (0:0)
- TCH – GER 1:4 (0:3), Branky TCH: Červenka 1
- TCH – SWE 0:6 (0:2)
- TCH – ITA 7:3 (3:1), Branky TCH: Michal Schmuck st. 3, Karol Schmuck I. 2, Hugo Vondřejc 1, Július Klobucký 1

skupina o 5. až 8. místo
- TCH – YUG 2:2 (0:2), Branky TCH: Michal Schmuck st. 1, Karol Schmuck I. 1
- TCH – FRA 3:5 (3:5), Branky TCH: Michal Schmuck st. 3

## Medailisté
| Muži | Zlato | Stříbro | Bronz |
| ---- | --- | --- | --- |
| Tým  | Maďarské království (HUN) (Mihály Bozsi, Jenő Brandi, György Bródy, Olivér Halassy, Márton Homonnai, Sándor Ivády, Alajos Keserű, György Kutasi, János Németh, Miklós Sárkány, József Vértesy) | Německá říše (GER) (Adolf Allerheiligen, Max Amann, Itze Gunst, Rolf Heinrich, Walter Mehlberg, Joachim Rademacher, Lothar Reulecke, Alfred Richter, Hans Schulze, Gustav Schürger, Heiko Schwartz) | Belgie (BEL) (Oscar Benner, Gérard Blitz, Gérard-Louis Blitz, Albert Casteleyns, Joseph De Combe, Henri De Pauw, Henri Disy, Fernand Isselé, Pierre Scheepers, Henri Stoelen, Léon Van Gheem) |